# باشگاه فوتبال تاج تهران در فصل ۵۶–۱۳۵۵
باشگاه فوتبال تاج تهران در فصل ۵۶–۱۳۵۵ ۳۲امین فصل فعالیت تاج در فوتبال ایران بود. تیم فوتبال تاج در این سال در هشتمین دوره مسابقات باشگاهی ایران و ششمین دوره جام تخت جمشید که با شرکت ۱۶ تیم در یک گروه به صورت رفت و برگشت انجام شد شرکت کرد و در پایان تیم پاس تهران به مقام قهرمانی این مسابقات رسید و تیم تاج با ۳۵ امتیاز به مقام چهارم دست یافت. تاج علی‌رغم نتایج خوب که در نیم سال اول این مسابقات کسب کرد ولی در نهایت باز هم نتوانست رتبه بالاتر نسبت به فصل قبل کسب کند.
در پاییز این سال مسابقات جام حذفی ایران آغاز شد ولی بعد از برگزاری بازی‌های سه مرحله یک سی و دوم، یک شانزدهم و یک هشتم نهایی ادامه بازی‌های به سال بعد موکول شد. بدین ترتیب تیم تاج با مقام چهارمی جام تخت جمشید و صعود به یک چهارم نهایی جام حذفی فصل را به پایان برد.

## پیش زمینه
تاج در حالی به استقبال این فصل رفت که بعد از هفت فصل پیاپی که با زدراکو رایکوف به عنوان سرمربی همکاری داشت، فصل را با یک سرمربی دیگر به نام ولادمیر جکیچ آغاز کرد. به غیر از این تغییر مربی تعدادی از بازیکنان تاج همانند  منصور رشیدی، عزت جانملکی، اکبر کارگرجم، حسن نگارش، جواد قراب، مسعود مژدهی، کارو حق‌وردیان و حسن ابراهیمی از تیم جدا شدند و بازیکنان جوانی چون حمید ملک احمدی، ایرج دانایی‌فرد، شاهرخ مطیعی و حیدر اهری به تیم تاج پیوستند. منبع
با جدا شدن بازیکنانی که در بالا نامشان ذکر شد دیگر از تیم قهرمان آسیا در سال ۱۳۴۹ هیچ بازیکنی در ترکیب تاج باقی نماند.

در این فصل منصور پورحیدری، مدافع سابق تاج برای نخستین بار به عنوان مربی بر روی نیمکت این تیم نشست.

## انتقال جنجالی دانایی‌فرد
در این فصل دو تیم تاج و پرسپولیس در پی جذب ایرج دانایی‌فرد هافبک تیم پاس تهران بودند. این بازیکن ابتدا در دیدار با منصور امیرآصفی مربی سرخپوشان و فیروز امینیان سرپرست وقت پرسپولیس به توافقاتی برای پیوستن به این تیم دست یافت. منبع ولی در ادامه دانایی‌فرد در پی پیشنهاد تاج، آبی‌پوش شد. در آن زمان روزنامه‌ها نوشتند که مدیران پاس تمایل داشته‌اند که دانایی‌فرد به تاج ملحق شود. منبع

## قانون تعویض سه بازیکن
از نکات جالب این فصل از لیگ تخت جمشید تصویب قانون سه تعویض بود. در کنگره چهارم مسابقه‌های فوتبال جام تخت جمشید که در تاریخ یکم دی ۱۳۵۵ تشکیل شد افراد کنگره تصویب کردند تا تیم‌ها بتوانند بدون در نظر گرفتن پست بازیکنان ۳ بازیکن را در طول بازی عوض کنند و همچنین تصویب شد تیم‌های دسته سوم حق شرکت در جام حذفی را خواهند داشت. منبع

## بازیکنان
ترکیب تیم تاج در این سال از افراد زیر تشکیل یافته بود: حجت خاکسار تهرانی، اصغر حاجیلو، رضا نعلچگر، مصطفی مسلمی، پرویز مظلومی، محرم عاشری، ایرج دانایی‌فرد، مسعود مژدهی، رضا رجبی، جهانگیر کوثری، سعید مراغه‌جیان، شاهرخ مطیعی، حسن نظری، مائیس میناسیان، هادی نراقی

## مرور فصل
از اسفند ۱۳۵۵ مسابقات جام تخت جمشید آغاز شد و تیم تاج در این بازی‌ها نتایج پر نوسانی داشت. تاج با وجود پیروزی‌های پر گل برابر رقبای اصلی‌اش همچون پاس و پرسپولیس در برابر تیم‌های ته جدولی امتیازات فراوانی از دست داد تا در نهایت همچون فصل پیش به عنوان چهارمی بسنده کند و جایی در میان سه تیم نخست جدول نیابد. بازی‌های این فصل که در نیمه دوم سال با بازی‌های مقدماتی جام جهانی ۱۹۷۸ همزمان شده بودند بسیار دیرتر از زمان معمول و در بهمن ماه پایان یافتند. بدین ترتیب این فصل فوتبال ایران یازده ماه به طول انجامید. در ۲۲ فروردین ماه سال ۱۳۵۶ بود که کارو حق‌وردیان، بازیکن ملی‌پوش تاج و یکی از کاپیتان‌های فصل پیش این تیم در یک دیدار دوستانه که با تیم منتخب ارامنه برگزار گردید از دنیای فوتبال خداحافظی کرد.
در مسابقات فوتبال جوانان باشگاه‌های تهران نیز تیم جوانان تاج با ۲۲ امتیاز و به دلیل تفاضل گل کمتر پس از تیم‌های تهران‌جوان و بانک ملی به مقام سوم دست یافت. تیم جوانان تاج در دیدار آخر در صورتی که برای قهرمانی احتیاج به یک پیروزی داشت در مقابل تیم تهران جوان به تساوی رسید و قهرمانی را از دست داد.

## بازی‌ها

### لیگ تخت جمشید
منبع
| ۱۵ اسفند ۱۳۵۵ ۱ | تاج تهران | ۰ – ۱ | ذوب‌آهن اصفهان   | تهران                                     |
|                 |           | گزارش | حاج رسولیها ۳۵' | ورزشگاه: امجدیه تهران داور: عباس مقدس‌زاده |

| ۱۹ اسفند ۱۳۵۵ ۲ | راه‌آهن تهران | ۰ – ۱ | تاج تهران | تهران                                  |
|                 | فتح‌آبادی     | گزارش | عاشری ۵۷' | ورزشگاه: امجدیه تهران داور: محسن زمانی |

| ۲۷ اسفند ۱۳۵۵ ۳ | تاج تهران | ۰ – ۱ | پاس تهران     | تهران                                  |
|                 | نظری      | گزارش | حسین فرکی ۷۶' | ورزشگاه: امجدیه تهران داور: محمد صالحی |

| ۱۲ فروردین ۱۳۵۶ ۴ | دارایی تهران | ۰ – ۳ | تاج تهران                                       | تهران                                   |
|                   | مصباح فداکار | گزارش | روشن ۲' · نراقی ۷۰' · دانایی‌فرد ۷۱' · اسکندریان | ورزشگاه: امجدیه تهران داور: جعفر نامدار |

| ۲۰ فروردین ۱۳۵۶ ۵ | تراکتورسازی تبریز | ۰ – ۱ | تاج تهران | تبریز                                    |
|                   |                   | گزارش | نراقی ۱۷' | ورزشگاه: رضا پهلوی تبریز داور: رضا حیدری |

| ۲۵ فروردین ۱۳۵۶ ۶ | تاج تهران | ۰ – ۰ | ماشین‌سازی تبریز | تهران                                  |
|                   | مسلمی '۷۴ | گزارش | اسدزاده '۸۷     | ورزشگاه: امجدیه تهران داور: محسن زمانی |

| ۹ اردیبهشت ۱۳۵۶ ۷ | تاج تهران | ۰ – ۰ | صنعت نفت آبادان | تهران                                  |
|                   |           | گزارش | احمدی‌خرم        | ورزشگاه: امجدیه تهران داور: محمد صالحی |

| ۱۸ اردیبهشت ۱۳۵۶ ۸ (دربی ۲۱) | پرسپولیس تهران | ۰ – ۳                | تاج تهران                                                          | تهران                                                         |
|                              |                | شرح بازی ترکیب تیمها | عاشری ۴۴' · روشن ۸۱' (پنالتی) · مراغه‌چیان ۸۸' · نوین‌روزگار · مطیعی | ورزشگاه: امجدیه تهران تماشاگران: ۳۰۰۰۰ داور: پرسوت ایش شوایلر |

| ۲۲ اردیبهشت ۱۳۵۶ ۹ | تاج تهران | ۰ – ۰ | هما تهران                         | تهران                                     |
|                    |           | گزارش | ؟ '۱۵ · شافعی '۳۰ · میرفخرایی '۷۵ | ورزشگاه: امجدیه تهران داور: عباس مقدس‌زاده |

| ۳۰ اردیبهشت ۱۳۵۶ ۱۰ | برق شیراز                              | ۳ – ۱ | تاج تهران         | شیراز                                     |
|                     | قشقاییان ۱' · حیدری ۳۳' · عبداللهی ۷۹' | گزارش | روشن ۲۳' (پنالتی) | ورزشگاه: تاجگذاری شیراز داور: جعفر نامدار |

| ۲۳ تیر ۱۳۵۶ ۱۲ | تاج تهران | ۱ – ۰ | نیرو اهواز | تهران                                   |
|                | روشن ۸۶'  | گزارش |            | ورزشگاه: امجدیه تهران داور: جعفر نامدار |

| ۳۱ تیر ۱۳۵۶ ۱۳ | ملوان انزلی            | ۱ – ۰ | تاج تهران | بندر انزلی                                  |
|                | کللی‌فرد ۳۵' · صیادمصلح | گزارش |           | ورزشگاه: محمدرضا شاه پهلوی داور: محسن زمانی |

| ۳۰ مرداد ۱۳۵۶ ۱۴ | تاج تهران | ۱ – ۳ | شهباز تهران                               | تهران                                  |
|                  | نراقی ۵۵' | گزارش | عبداللهی ۲۱' · مظلومی ۶۴' · علی حیدری ۸۲' | ورزشگاه: امجدیه تهران داور: محمد صالحی |

| ۴ شهریور ۱۳۵۶ ۱۵ | سپاهان اصفهان                      | ۳ – ۳ | تاج تهران                       | اصفهان                                      |
|                  | شاه‌زیدی ۶۵' · خروش ۸۳' · رحیمی ۸۶' | گزارش | نظری ۱۷' · نراقی ۴۵' · روشن ۵۳' | ورزشگاه: باغ همایون اصفهان داور: محسن زمانی |

| ۱۱ شهریور ۱۳۵۶ ۱۶ | ذوب‌آهن اصفهان                         | ۲ – ۰ | تاج تهران | اصفهان                                       |
|                   | حاج‌ رسولیها ۱' · یزدخواستی ۷۵' · نجفی | گزارش |           | ورزشگاه: باغ همایون اصفهان داور: منوچهر نظری |

| ۱۷ شهریور ۱۳۵۶ ۱۷ | تاج تهران | ۰ – ۰ | راه‌آهن تهران | تهران                                 |
|                   |           | گزارش | صدری هاشم‌پور | ورزشگاه: امجدیه تهران داور: رضا حیدری |

| ۲۵ شهریور ۱۳۵۶ ۱۸ | پاس تهران              | ۲ – ۴ | تاج تهران                             | تهران                                   |
|                   | شریفی ۶۴' · آقابیک ۸۸' | گزارش | روشن ۱۲'، ۷۳' · مسلمی ۳۳' · نراقی ۳۹' | ورزشگاه: امجدیه تهران داور: جعفر نامدار |

| ۳۱ شهریور ۱۳۵۶ ۱۹ | تاج تهران              | ۱ – ۰ | دارایی تهران              | تهران                                     |
|                   | نراقی ۲۳' · نوین‌روزگار | گزارش | ماشاالله‌زاده · محسن یوسفی | ورزشگاه: امجدیه تهران داور: عباس مقدس‌زاده |

| ۷ مهر ۱۳۵۶ ۲۰ | تاج تهران                 | ۰ – ۰ | تراکتورسازی تبریز | تهران                                   |
|               | روشن '۶۵ · حاجیلو · کوثری | گزارش | ناظمی علیپور      | ورزشگاه: امجدیه تهران داور: منوچهر نظری |

| ۱۴ مهر ۱۳۵۶ ۲۱ | ماشین‌سازی تبریز | ۱ – ۲ | تاج تهران                 | تبریز                                      |
|                | پورفاضل ۵۲'     | گزارش | نوین‌روزگار ۱۰' · نظری ۶۷' | ورزشگاه: رضا پهلوی تبریز داور: جعفر نامدار |

| ۲۲ مهر ۱۳۵۶ ۲۲ | صنعت نفت آبادان | ۰ – ۱ | تاج تهران | آبادان                                    |
|                |                 | گزارش | عاشری ۱۸' | ورزشگاه: رضا پهلوی آبادان داور: رضا حیدری |

| ۱۸ آذر ۱۳۵۶ ۲۳ (دربی ۲۲) | تاج تهران            | ۱ – ۲              | پرسپولیس تهران                   | تهران                                    |
|                          | روشن ۸۴' · نراقی '۴۵ | دنیای ورزش اطلاعات | ایرانپاک ۱۲'، ۳۵' · ایرانپاک '۲۳ | ورزشگاه: آزادی تهران داور: آدولف پور کاب |

| ۲۵ آذر ۱۳۵۶ ۲۴ | هما تهران | ۰ – ۱ | تاج تهران | تهران                                  |
|                |           | گزارش | نراقی ۷۸' | ورزشگاه: امجدیه تهران داور: محمد صالحی |

| ۳ دی ۱۳۵۶ ۲۵ | تاج تهران                     | ۲ – ۱ | برق شیراز                             | تهران                                   |
|              | نظری ۴۸' · نراقی ۶۱' (پنالتی) | گزارش | آهنگران ۵۳' · رزمی '۶۳ · قشقاییان '۷۵ | ورزشگاه: امجدیه تهران داور: جعفر نامدار |

| ۹ دی ۱۳۵۶ ۲۶ | بانک ملی تهران | ۰ – ۱ | تاج تهران | تهران                                  |
|              | نوروزی ۷۵'     | گزارش |           | ورزشگاه: امجدیه تهران داور: محسن زمانی |

| ۱۶ دی ۱۳۵۶ ۲۷ | نیرو اهواز | ۱ – ۰ | تاج تهران | اهواز                                      |
|               | شهبازی ۴۸' | گزارش |           | ورزشگاه: استادیوم ولیعهد داور: جعفر نامدار |

| ۲۴ دی ۱۳۵۶ ۲۸ | تاج تهران     | ۰ – ۰ | ملوان انزلی | تهران                                 |
|               | اسنکدریان '۴۱ | گزارش | جهانی '۵۷   | ورزشگاه: امجدیه تهران داور: رضا حیدری |

| ۱ بهمن ۱۳۵۶ ۲۹ | شهباز تهران | ۰ – ۲ | تاج تهران          | تهران                                  |
|                |             | گزارش | دانایی‌فرد ۲۳'، ۴۸' | ورزشگاه: امجدیه تهران داور: محمد صالحی |

| ۶ بهمن ۱۳۵۶ ۳۰ | تاج تهران | ۰ – ۱ | سپاهان اصفهان                     | تهران                                      |
|                |           | گزارش | جهانی ۳۵' · رحیمی '۳۴ · علیان '۸۷ | ورزشگاه: امجدیه تهران داور: مرتضی رحمانیان |

### جام حذفی
از پاییز ۱۳۵۶ مسابقات جام حذفی ایران آغاز شد اما به دلیل داخل با بازی‌های تیم ملی در مرحله مقدماتی جام جهان ۱۹۷۸ ادامه بازی‌ها به بهار و تابستان سال بعد موکول شد. تاج در دو مرحله نخست این بازی‌ها از سد تهران‌جوان و ایران‌جوان بوشهر گذشت.
| ۱۳ آبان ۱۳۵۶ 1/16 نهایی | تاج تهران                  | ۲ – ۱           | تهران‌ جوان                              | تهران                                     |
|                         | نعلچگر ۲۴' · مراغه‌چیان ۷۷' | روزنامه اطلاعات | محمدعلی پازخ ۱' · ابراهیم سید رحمان '۸۴ | ورزشگاه: امجدیه تهران داور: عباس مقدس‌زاده |

| ۱۱ آذر ۱۳۵۶ 1/8 نهایی | تاج تهران | ۱ – ۰ | ایران‌جوان بوشهر | تهران                                  |
|                       | نراقی ۱۸' |       |                 | ورزشگاه: امجدیه تهران داور: مصطفی ممیز |

### بازی دوستانه
دیدار خداحافظی کارو حق‌وردیان از فوتبال با حضور چهره‌های سرشناس باشگاه تاج، بازیکنانی همانند  علی جباری، منصور پورحیدری و عزت جانملکی که پیش از این از فوتبال خداحافظی کرده بودند و چه آنانی که به دلایلی دیگر از تاج جدا شده بودند همانند ناصر حجازی، محمدرضا عادلخانی و نصراله عبداللهی برگزار شد. در این میان غلامحسین مظلومی که بشدت مصدوم بود نیز خود را به امجدیه رساند تا در کنار اکبر کارگرجم , از کناره زمین شاهد آخرین حضور کارو در فوتبال ایران باشد.
| ۲۲ فروردین ۱۳۵۶ دوستانه ۱                                                                          | تاج تهران | ۰ – ۱           | منتخب ارامنه        | تهران                                     |
| |           | روزنامه اطلاعات | ورژ نوارسارتیان ۹۰' | ورزشگاه: امجدیه تهران داور: هروس باغومیان |
| یادداشت: دیدار خداحافظی کارو حق‌وردیان، حق‌وردیان یک نیمه در تاج و یک نیمه در منتخب ارامنه بازی کرد. |           |                 |                     |                                           |

| ۱ اردیبهشت ۱۳۵۶ دوستانه ۲                                                                | تاج تهران | ؟ – ؟ | ابومسلم مشهد | تهران                 |
|                                                                                          |           | گزارش |              | ورزشگاه: امجدیه تهران |
| یادداشت: در این بازی حسن روشن مصدوم شد و چند هفته از بازیهای لیگ تخت جمشید را از دست داد |           |       |              |                       |

#### جام موستار
تیم تاج در بهمن ۱۳۵۶ برای شرکت در تورنمنت بین‌المللی یوگسلاوی به شهر موستار سفر کرد. افراد اعزامی به این مسابقات عبارت بودند از: محرم عاشری، پرویز مظلومی، جهانگیر کوثری، حجت خاکسار تهرانی، مسعود مژدهی، مصطفی مسلمی، کمال خلیلیان، امیر هوشنگ زرین کمر، حسن نظری، هادی نراقی، آندرانیک اسکندریان، شاهرخ مطیعی، اصغر حاجیلو، سعید مراغه‌چیان، رضا نعلچگر، رضا رجبی، منصور پورحیدری، ایرج دانایی‌فرد و حسن روشن. تاج هر دو بازی‌اش در این تورنمنت را واگذار کرد و به مقام چهارمی رسید.
| ۲۲ بهمن ۱۳۵۶ بازی اول | ولز موستار | ۳ – ۲ | تاج تهران           | موستار، یوگسلاوی |
|                       |            |       | خلیلیان · دانایی‌فرد |                  |

| ۲۳ بهمن ۱۳۵۶ بازی دوم | لوکوموتیو مسکو | ۳ – ۰ | تاج تهران | موستار، یوگسلاوی |

## آمار فصل

### جایگاه در جدول
| رتبه | عنوان بازیها      | بازی | برد | مساوی | باخت | گل‌زده | گل‌خورده | تفاضل | امتیاز |
| ---- | ----------------- | ---- | --- | ----- | ---- | ----- | ------- | ----- | ------ |
| ۳    | ملوان انزلی       | ۳۰   | ۱۳  | ۱۱    | ۶    | ۳۵    | ۲۲      | ۱۳    | ۳۷     |
| ۴    | تاج تهران         | ۳۰   | ۱۴  | ۷     | ۹    | ۳۲    | ۲۲      | ۱۰    | ۳۵     |
| ۵    | تراکتورسازی تبریز | ۳۰   | ۱۲  | ۱۰    | ۸    | ۳۰    | ۲۲      | ۸     | ۳۴     |

### عملکرد کلی
| عنوان بازیها  | بازی | برد | مساوی | باخت | گل‌زده | گل‌خورده | تفاضل | امتیاز |
| ------------- | ---- | --- | ----- | ---- | ----- | ------- | ----- | ------ |
| لیگ تخت جمشید | ۳۰   | ۱۴  | ۷     | ۹    | ۳۲    | ۲۲      | ۱۰    | ۳۵     |
| جام حذفی      | ۲    | ۲   | ۰     | ۰    | ۳     | ۱       | ۲     | ۴      |
| جمع           | ۳۲   | ۱۶  | ۷     | ۹    | ۳۵    | ۲۳      | ۱۲    | ۳۹     |

### تعداد بازی
| #  | بازیکن              | تعداد بازی    | تعداد بازی | تعداد بازی |
| #  | بازیکن              | لیگ تخت جمشید | جام حذفی   | جمع        |
| -- | ------------------- | ------------- | ---------- | ---------- |
| ۱  | شاهرخ مطیعی         | ۳۰            | ۲          | ۳۲         |
| ۲  | اصغر حاجیلو         | ۲۸            | ۲          | ۳۰         |
| ۳  | آندرانیک اسکندریان  | ۲۹            | ۰          | ۲۹         |
| ۴  | محرم عاشری          | ۲۶            | ۲          | ۲۸         |
| ۵  | حسن نظری            | ۲۷            | ۰          | ۲۷         |
| ۶  | هادی نراقی          | ۲۶            | ۱          | ۲۷         |
| ۷  | ایرج دانایی‌فرد      | ۲۶            | ۰          | ۲۶         |
| ۸  | سعید مراغه‌چیان      | ۲۴            | ۲          | ۲۶         |
| ۹  | مصطفی مسلمی         | ۲۴            | ۱          | ۲۵         |
| ۱۰ | حجت‌اله خاکسارتهرانی | ۲۳            | ۲          | ۲۵         |
| ۱۱ | غلامرضا نعلچگر      | ۲۲            | ۲          | ۲۴         |
| ۱۲ | جهانگیر کوثری       | ۲۱            | ۲          | ۲۳         |
| ۱۳ | حسن روشن            | ۲۰            | ۰          | ۲۰         |
| ۱۴ | عباس نوین‌روزگار     | ۱۷            | ۰          | ۱۷         |
| ۱۵ | حیدر اهری           | ۱۳            | ۲          | ۱۵         |
| ۱۶ | حمید ملک‌احمدی       | ۹             | ۱          | ۱۰         |
| ۱۷ | مسعود مژدهی         | ۸             | ۲          | ۱۰         |
| ۱۸ | حسن نگارش           | ۶             | ۱          | ۷          |
| ۱۹ | مجید نوروزی         | ۵             | ۱          | ۶          |
| ۲۰ | هوشنگ زرین‌کمر       | ۴             | ۲          | ۶          |
| ۲۱ | فریدون محیطی        | ۳             | ۰          | ۳          |
| ۲۲ | شاهرخ بیانی         | ۳             | ۰          | ۳          |
| ۲۳ | محمد خضرایی         | ۱             | ۰          | ۱          |

### آمار گل‌زن‌ها
| ردیف | گلزنان          | جام تخت جمشید | جام حذفی | جمع |
| ---- | --------------- | ------------- | -------- | --- |
| ۱    | هادی نراقی      | ۹             | ۱        | ۱۰  |
| ۲    | حسن روشن        | ۹             | ۰        | ۹   |
| ۳    | حسن نظری        | ۳             | ۰        | ۳   |
| ۴    | محرم عاشری      | ۳             | ۰        | ۳   |
| ۵    | ایرج دانایی‌فرد  | ۳             | ۰        | ۳   |
| ۶    | عباس نوین‌روزگار | ۲             | ۰        | ۲   |
| ۷    | سعید مراغه‌چیان  | ۱             | ۱        | ۲   |
| ۸    | مصطفی مسلمی     | ۱             | ۰        | ۱   |
| ۹    | مجید نوروزی     | ۱             | ۰        | ۱   |
| ۱۰   | رضا نعلچگر      | ۰             | ۱        | ۱   |
|      | جمع             | ۳۲            | ۳        | ۳۵  |

### کاپیتان‌های فصل
| رده | نام        | جام تخت جمشید | جام حذفی | جمع |
| --- | ---------- | ------------- | -------- | --- |
| ۲   | حسن روشن   | ۲۰            | ۰        | ۲۰  |
| ۱   | حسن نظری   | ۱۰            | ۰        | ۱۰  |
| ۳   | هادی نراقی | ۰             | ۱        | ۱   |

- فقط کاپینانهایی که بازی را شروع کرده‌اند در این جدول قرار گرفته‌اند و کاپیتانهای تعویضی محاسبه نشده‌اند.

## سایر ورزشها
- تیم دوچرخه سواری باشگاه تاج برای هفتمین سال پیاپی قهرمان باشگاه‌های تهران شد.
- در مسابقات وزنه‌برداری تشویقی باشگاه‌های تهران تیم وزنه‌برداری تاج در غیاب چند تن از بزرگان خود در این دوره از مسابقات با ۲۴۰ امتیاز پس از تیم شهیر به مقام دوم دست یافت.
- در این سال تیم والیبال تاج برای دومین سال پیاپی قهرمان باشگاه‌های ایران گردید. بازیکنان این تیم در جام پاسارگاد ۱۳۵۶ عبارت بودند از: مصطفی ذوقی (کاپیتان)، علی تازرونی، منوچهر آتشین، رضا چیتگر، حسن شمشیری، پرویز کاظمی، احمد پورکاشیان، محسن نخعی، مهدی صابر پور، مجید ارگی، رضا قهوه ای، رسول اوازی، مربی: فاروق فخرالدینی.[۶]
- در مسابقات والیبال حذفی باشگاه‌های ایران، جام ستاره‌ها، تیم والیبال تاج پس از شکست دادن تیم ایرانا به مقام قهرمانی دست یافت.
- تیم والیبال دختران تاج به مقام قهرمانی باشگاه‌های تهران دست یافت.
- تیم تنیس باشگاه تاج در دو رده مردان و زنان قهرمان باشگاه‌های تهران، جام راکت طلایی، شدند و تیم‌های باشگاه شاهنشاهی و افسر و پاس به مقام‌های دوم تا چهارم دست یافتند.
- در مسابقات تنیس روی میز باشگاه‌های تهران تیم‌های دختران و پسران باشگاه تاج به مقام قهرمانی باشگاه‌های تهران رسیدند. در این دوره از مسابقات ۸ تیم شرکت کرده بودند که تیم تاج با ۸۶ امتیاز به مقام قهرمانی رسید.
- در این سال پرویز مظلومی، کمال خلیلیان، مائیس میناسیان و رضا رجبی به تیم تاج پیوستند و حیدر اهری، محمد خضرایی و حسن نگارش از تیم تاج جدا شدند.

## نگارخانه

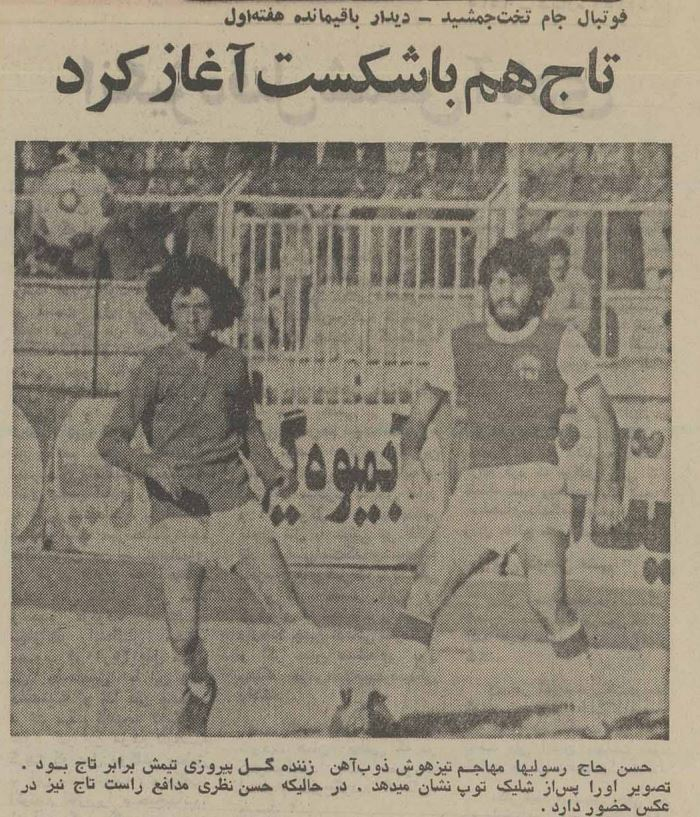
تصویری از بازی استقلال و ذوب‌اهن در هفته اول لیگ تخت جمشید
هادی نراقی در بازی جام حذفی تاج و ایران‌جوان بوشهر
بازی خداحافظی کارو حق‌وردیان در ۲۲ فروردین ۱۳۵۶
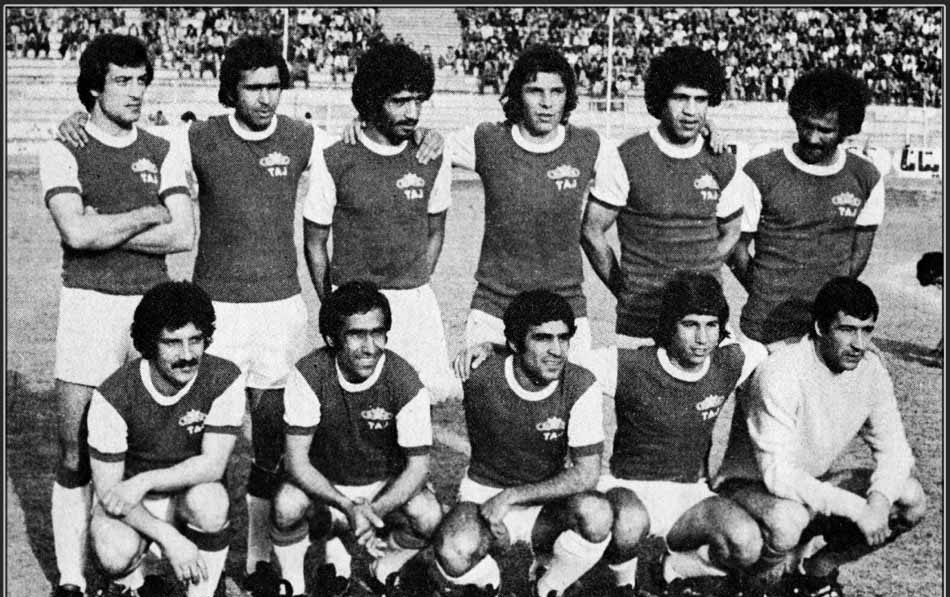
عکس تیمی تاج در برابر آرارات در روز بازی خداحافظی کارو حق‌وردیان
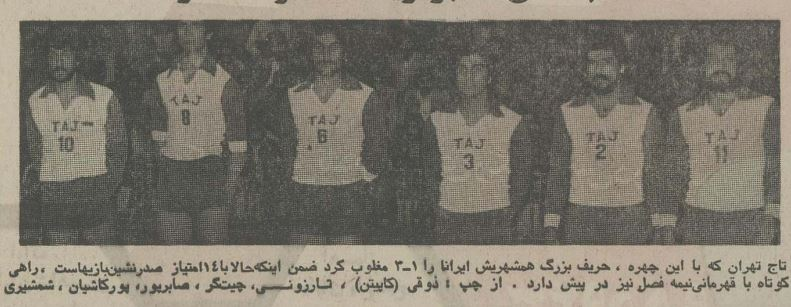
تصویری از تیم والیبال تیم تاج تهران در سال ۱۳۵۶
حضور تیم تاج در جام موستار در سال ۱۳۵۶